# Martin Fahrner
Martin Fahrner (ur. 1964, Jablonec nad Nysą) – czeski prozaik. 
Ukończył m.in. Wydział Teatralny Akademii Sztuk Scenicznych w Pradze. Jest autorem prozy, sztuk teatralnych, utworów dla dzieci. Tłumaczył z języka angielskiego. Pracował jako kierownik literacki w czeskich teatrach. Debiutował w 1993 Pohádky pro veliké děti, w następnym roku tom został sfilmowany przez czeską telewizję. W 2001 wydał zbiór opowiadań Steiner aneb Co jsme dělali (2001). Książka została przetłumaczona na języki: słowacki i niemiecki. W 2004 opublikował powieść Posetilost doktora vinnetouologie.